# Jenna Bagge
Jenna Bagge (født 8. juli 1989) er en dansk danser.

## Uddannelse
Bagge blev i juni 2018 færdiguddannet folkeskolelærer.

## Vild med dans
I sæson 11 dansede hun med rapperen USO.
I sæson 12 dansede hun med Patrick Berdino, som er	cirkusartist.
I 2016 deltog hun i sæson 13, hvor hun dansede med fægteren Patrick Jørgensen.
Bagge deltog i 2017 i sæson 14 af Vild med Dans, hvor hun dansede med René Holten Poulsen. Parret endte på en syvendeplads.
I 2018 deltog Bagge i sæson 15 af Vild med dans, hvor hun dansede med Emil Thorup.
I sæson 16 af Vild med dans i 2019 dansede hun med kokken Umut Sakarya.
Jenna Bagge deltog i 2020 i sæson 17 af Vild med dans. Hun dansede med skuespilleren Albert Rosin Harson. Parret indtog andenpladsen.
I 2022 deltog hun i sæson 19 af Vild med dans, hvor hun dansede med skuespiller Joel Hyrland.
I 2023 deltog Jenna i sæson 20 af Vild med dans, hvor hun dansede med skuespiller og influencer Fredrik Trudslev. Parret indtog andenpladsen.

## Privat
Hun bor sammen med sin partner Albert Rosin Harson.
I juni 2024 afslørerede parret, at de venter barn.
 De blev gift den 20. juli 2024.